# Булавка для галстука

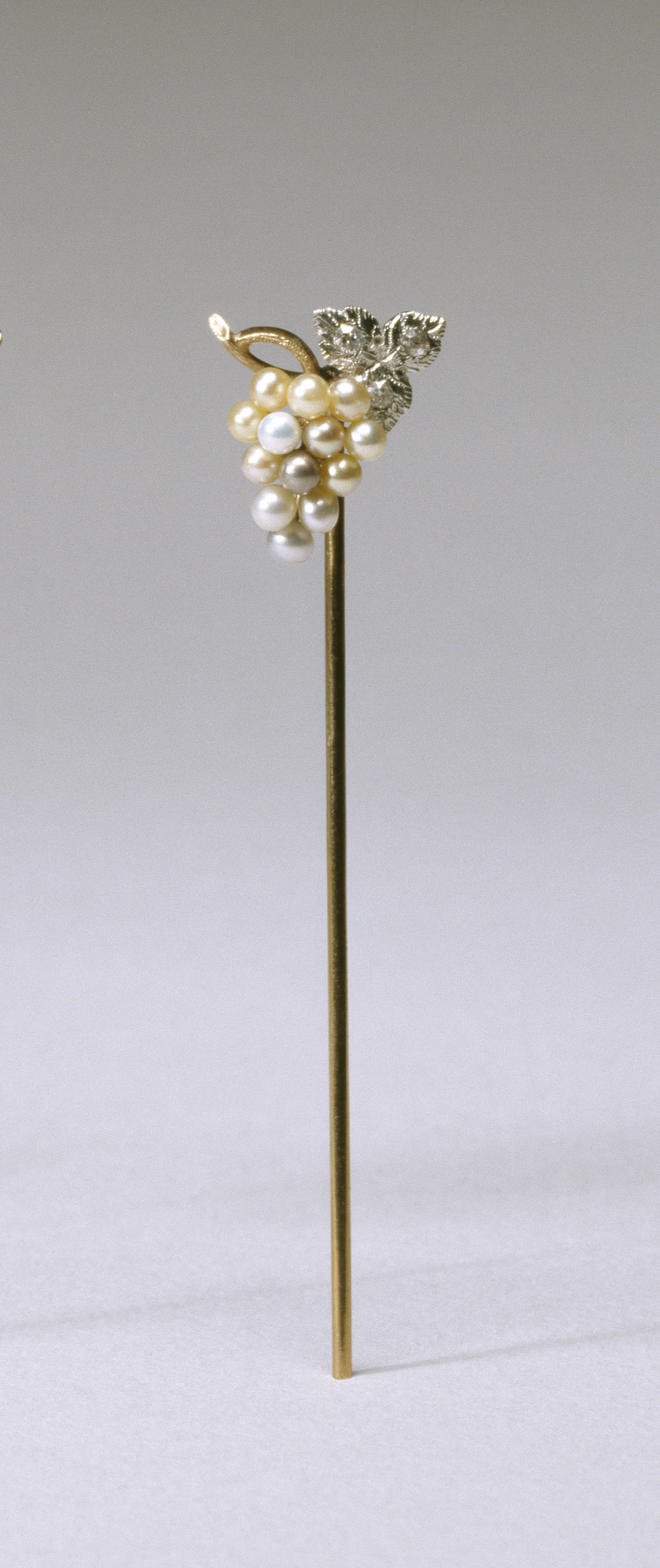
Галстучная булавка в виде виноградной грозди. США, ок. 1910. Золото, бриллианты, жемчуг. Художественный музей Уолтерса

Була́вка для га́лстука (зако́лка для га́лстука, англ. tie pin, stick pin) — традиционный мужской аксессуар, предназначенный для закалывания галстука или шейного платка определённым образом. Пик популярности данного аксессуара пришёлся на XIX век, в настоящее время является необязательным элементом костюма.
Как самостоятельный аксессуар булавка для галстука появилась в начале XIX века. Шейные платки того времени изготавливали из атласа, накрахмаленного батиста, шёлка, муслина и других тонких и дорогих тканей. Платки завязывались сложными узлами и прикалывались булавкой к сорочке, чтобы сохранить аккуратный вид. Необходимо отметить, что далеко не каждый галстук требовал крепления булавкой и этот аксессуар никогда не являлся обязательным, хотя его популярность возросла во второй половине XIX века с появлением галстука пластрон. Пластрон и в настоящее время является редким видом галстука, традиционно требующим закалывания булавкой.
Галстучные булавки XIX века изготавливались с большим искусством и фантазией из драгоценных и полудрагоценных материалов (золото, эмаль, жемчуг, драгоценные камни, коралл). Использовались также миниатюры и, с середины XIX века, фотография. Популярными мотивами были: фигурки животных, символы (подкова, кисть руки, гербовый щит, клубный значок), геометрические фигуры, стилизованные инициалы.
Галстучные булавки, как правило, имели спиралевидные насечки на игле и наконечник-застёжку на обратной стороне, предотвращающий выпадение булавки.